# Grafmonument van de familie Carré
Het grafmonument van de familie Carré op begraafplaats Zorgvlied in de Nederlandse stad Amsterdam is een rijksmonument.

## Achtergrond
Oscar Carré (1845-1911), directeur van het Circus Carré, liet het grafmonument bouwen voor zijn eerste vrouw, Amalia Salamonska. Het grafmonument zag er toen wel anders uit aldus een foto genomen in 1891 door Jacob Olie. 

### Amalia Salomonska
Amalia Salomonska (Koningsbergen, 31 mei 1851- Kirchlengern, 22 mei 1891) was werkzaam bij het Circus Carré. Zij verloor op jeugdige leeftijd haar ouders en werd opgevoed binnen het gezin van Willem Carré en dus ook Oscar Carré. Zij deed haar circusattractie op en met paarden, hetgeen zij al op twaalfjarige leeftijd onder de knie had. Haar broer gaf leiding aan een circus in Letland. Het gezin Carré-Salomonska kreeg voor zover bekend elf kinderen waarvan slechts vijf volwassen werden. Zoon Max/Maximiliaan Carré was ook schoonrijder. Het echtpaar en hun bedrijfsmatige gevolg was betrokken bij een treinongeluk in Duitsland, Oscar werd de wagon uitgeslingerd, Amalia werd geplet. Amalia werd in eerste instantie in Hannover begraven.  Familie en kennissen financierden daarop een buste gemaakt door Henri Teixeira de Mattos, die de weduwe enige tijd in zijn huiskamer zette. De beeldhouwer had het gemaakt op basis van recente foto’s van de overledene.   
Op 7 november 1891 kwamen de stoffelijke resten aan in Amsterdam, waarna op 8 november 1891 een herbegraving plaatsvond. Er is dan nog sprake van een groeve.  Deze marmeren buste werd later in het mausoleum geplaatst. 

## Verbouwing
Toen Oscar zelf in 1911 in Kopenhagen overleed, werd door de familie vastgesteld dat het familiegraf te klein was geworden en vond een grootse verbouwing plaats, waarna op 2 oktober 1912 Oscar Carré kon worden bijgezet. 

## Beschrijving monumentenregister
Het mausoleum werd in een neoclassicistische stijl ontworpen door de architecten J.P.F. van Rossem en W.J.Vuyk. Zij hadden eerder een circustheater voor Carré gebouwd. Het mausoleum werd geïnspireerd op Romeinse tempelarchitectuur en staat op een hoge sokkel. Aan de voorkant is een zes treden hoge trap, met smeedijzeren leuning geplaatst. De entree, met eikenhouten deur, heeft aan weerszijden korinthische zuilen, daarboven een fronton bekroond door een urn. In het timpaan is grafsymboliek afgebeeld: een vlinder, palmtak, omgekeerde fakkel en ouroboros. In het fries boven de deur is gegraveerd 

FAMILIEGRAF
OSCAR CARRE

## Waardering
Het grafmonument (grafnr. O-I-294) werd in 2008 in het Monumentenregister opgenomen vanwege het "algemeen belang wegens cultuur-, architectuur- en funerair-historische waarde".

## Galerij

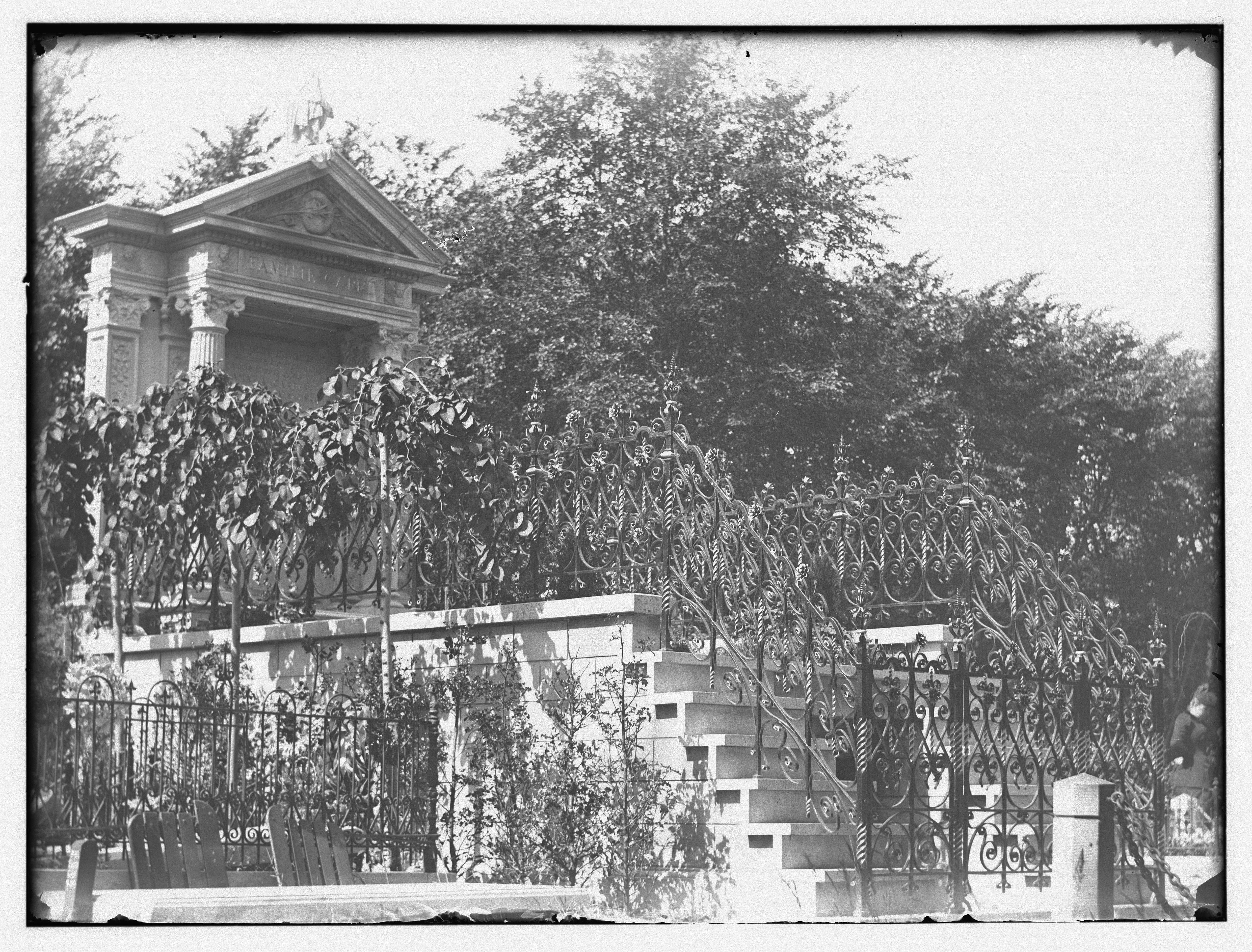
Jacob Olie (1891)
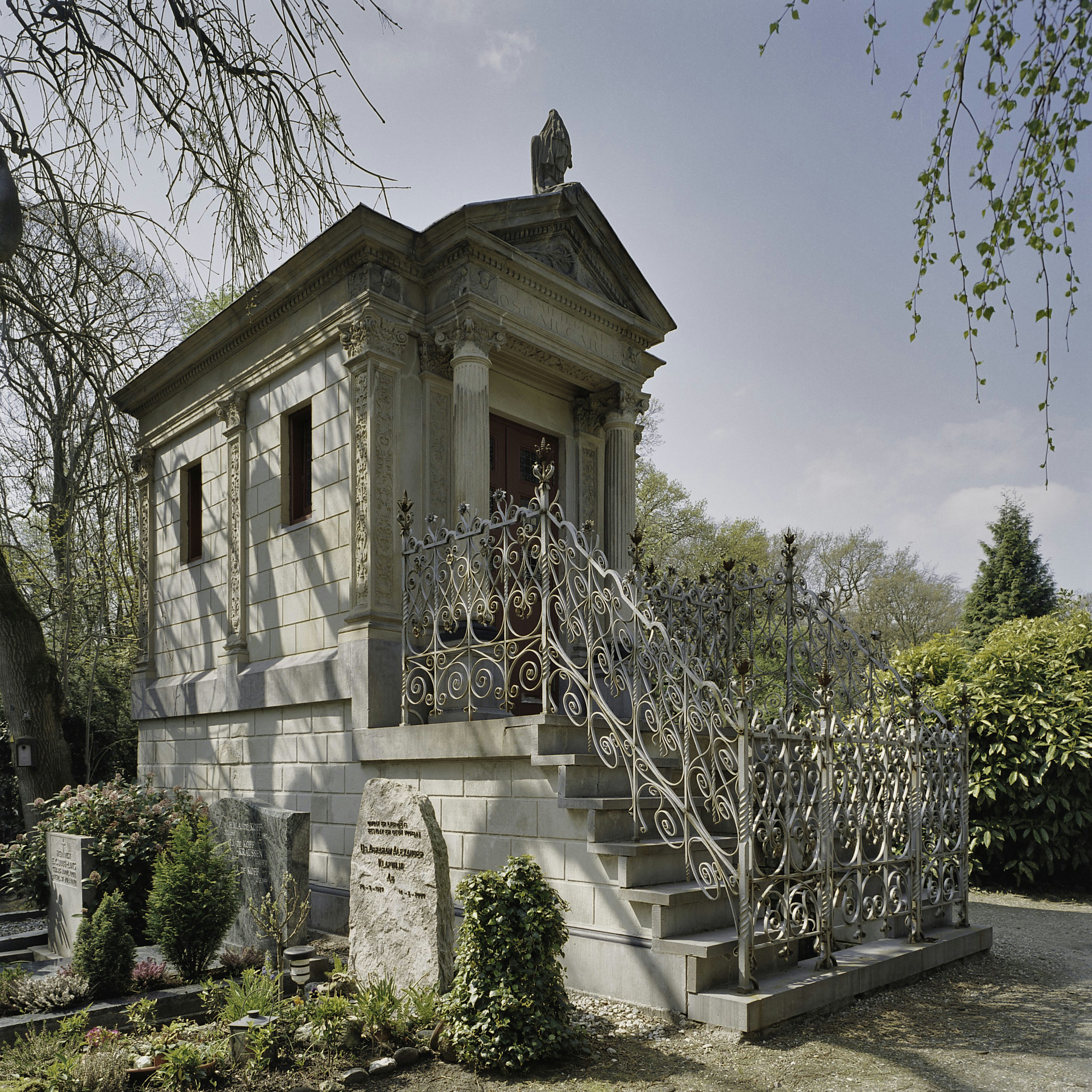
Voorzijde
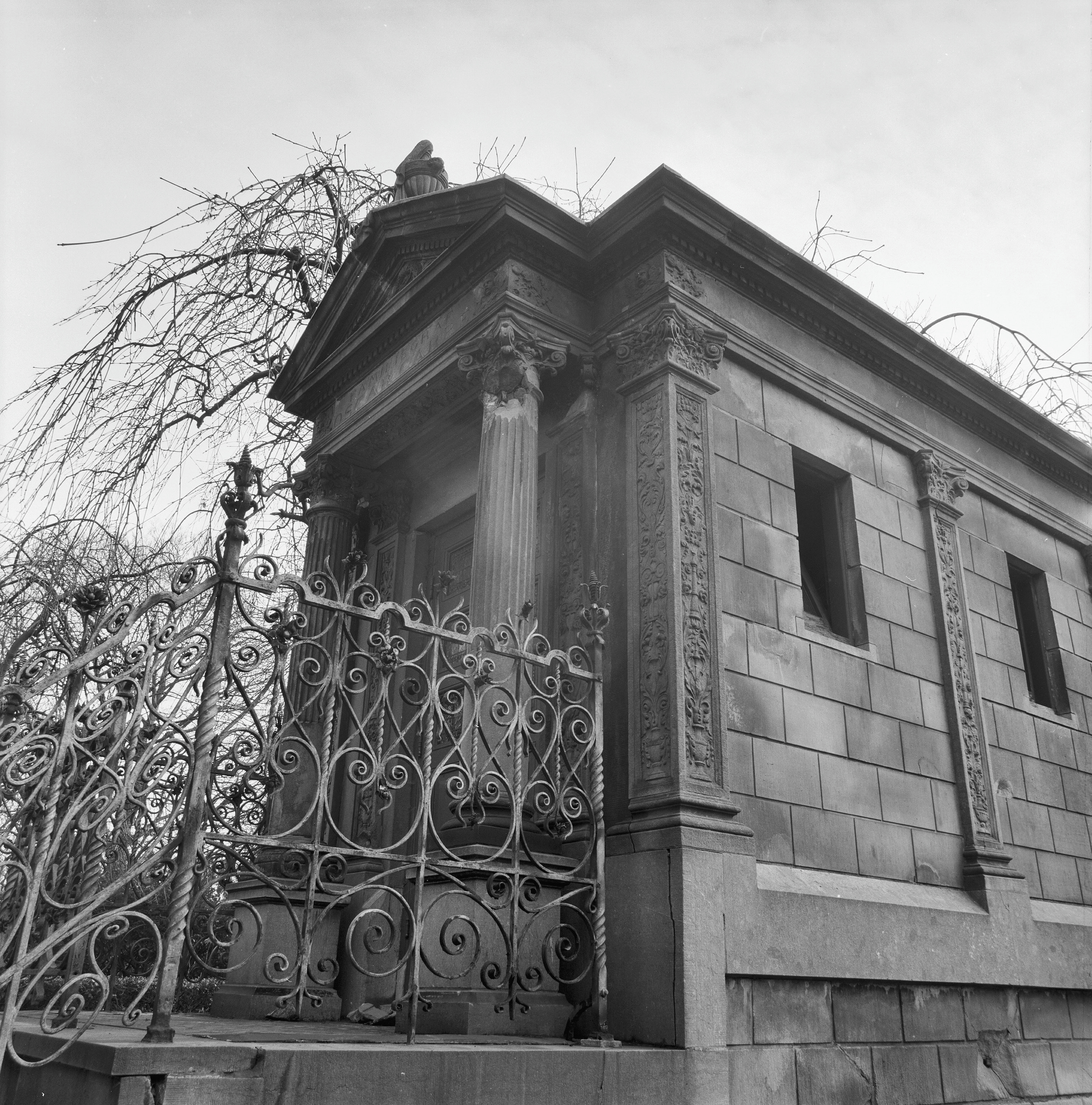
Voorzijde
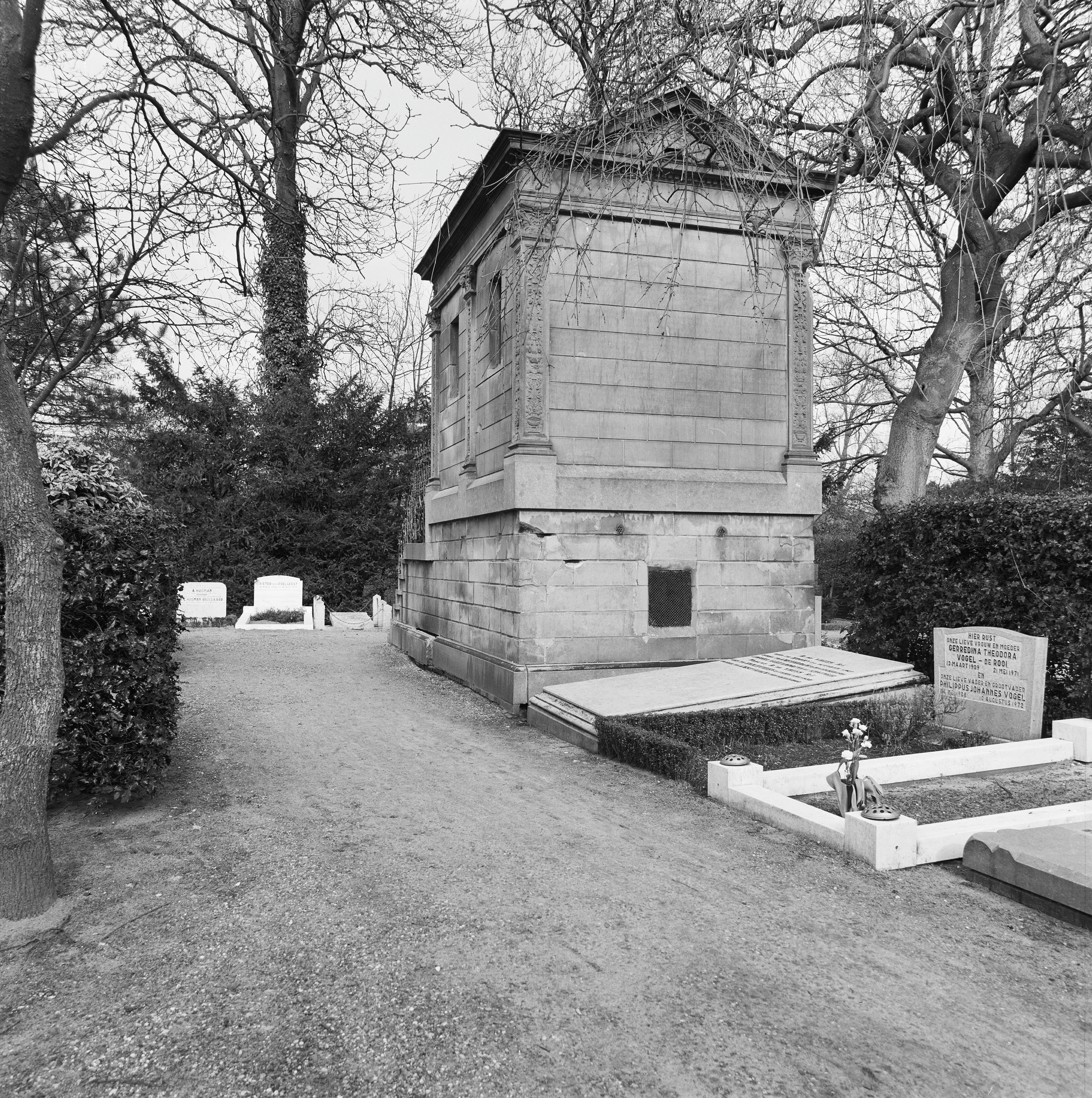
Achterzijde
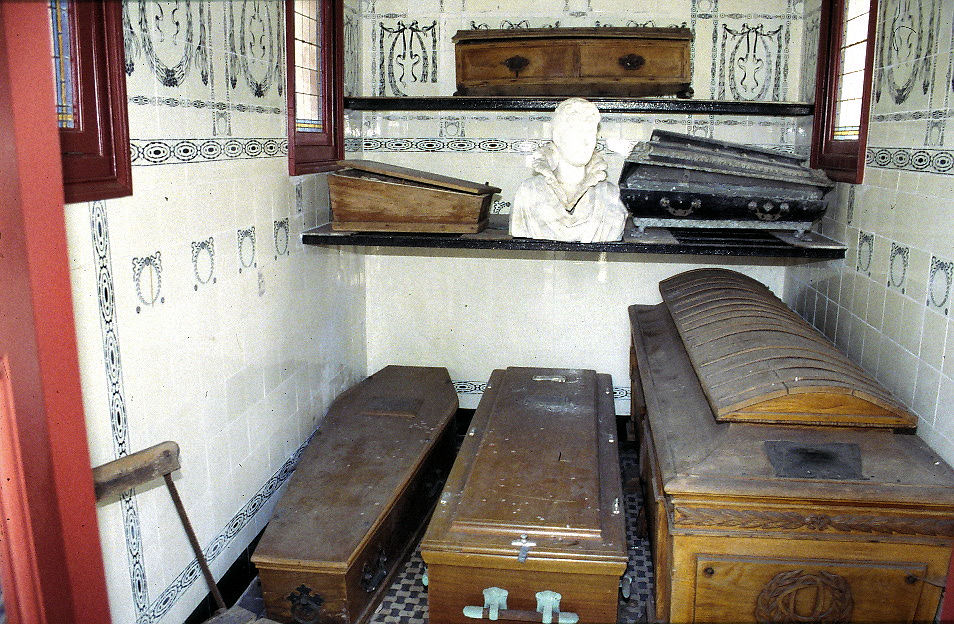
Interieur